# Antonio Trillanes

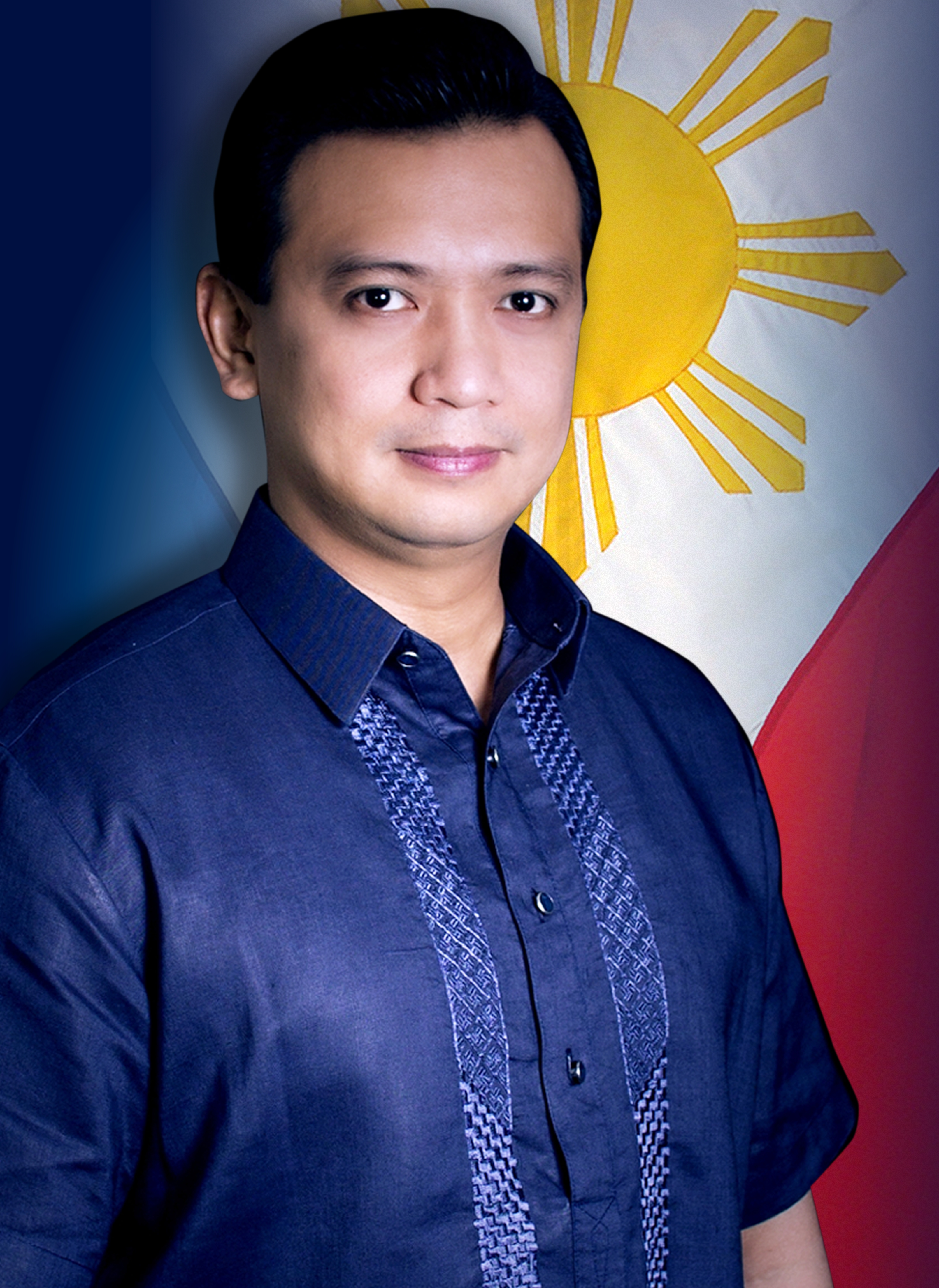
Antonio Trillanes

Antonio „Sonny“ Fuentes Trillanes IV (* 6. August 1971 in Caloocan, Metro Manila) ist ein ehemaliger Offizier der Marine der Streitkräfte der Philippinen und Politiker, der seit 2007 Mitglied des Senats ist. Das Besondere an seiner Wahl war, dass er den Wahlkampf aufgrund der Verurteilung zu einer Freiheitsstrafe wegen Meuterei aus dem Gefängnis heraus führte. Er war damit der erste Politiker der Philippinen, der während der Verbüßung einer Haftstrafe zum Senator gewählt wurde.

## Leben

### Studien und militärische Laufbahn
Nach dem Besuch der Elementary School des Sienna College und der High School der Angelicum School begann Trillanes 1987 zunächst ein Studium der Elektrotechnik an der Universität De La Salle und schloss dieses 1991 mit einem Bachelor of Science (B.S. Electrical and Computer Engineering) ab. Im Anschluss trat er als Seekadett in die Marine ein und absolvierte die Philippine Military Academy 1995 mit einem Bachelor of Science im Fach Marineingenieurwesen (B.S. Naval System Engineering) „cum laude“ und erhielt darüber hinaus Auszeichnungen in den Fächern Mathematik, Physik und Elektronik.
Nach Beendigung der Militärakademie durchlief Trillanes als Seeoffizier nahezu alle Verwendungen in den Gebieten als Messe- und Versorgungsoffizier von April 1995 bis Mai 1996, Deck- und Waffenoffizier Mai 1996 bis Januar 1998, Ingenieur- und Schadensbegrenzungsoffizier von Januar 1998 bis Februar 1999 sowie als allgemeiner Verwaltungsoffizier von Februar 1999 bis Januar und war zwischen Juni 1999 und Februar 2000 zugleich kommissarischer Kommandant eines Patrouillenkanonenbootes. Während dieser fünfjährigen Verwendung an Bord von Schiffen nahm er an zahlreichen militärischen Operationen zur Durchsetzung des Seerechts gegenüber Schmugglern, illegalen Holzfällern, Wilderern, Menschenhändlern und illegalen Fischern in den Gewässern vor Batanes, der Ilocos-Region, Cagayan, Isabela, Zambales, dem Scarborough-Riff, Quezon, der Bicol-Region, Palawan, Mindoro, Romblon, Iloilo, Cebu, der Zamboanga-Halbinsel, dem Sulu-Archipel mit Basilan und Tawi-Tawi, Davao und Maguindanao.
Neben den Seediensten fand er außerdem zwischenzeitlich Verwendung als Verwaltungs- und Personaloffizier bei den Patrouillenverbänden der Flotte sowie von Januar 2000 bis Juni 2001 als Beschaffungsoffizier und Instrukteur beim Marineausbildungs- und -trainingskommando. In der letztgenannten Verwendung leitete er eine Reform des Versorgungswesens ein, die zur Einsparung von vier Millionen Pesos führten.
Zu den Höhepunkten seiner Seeeinsätze gehörte die Teilnahme bei der Suche nach den Überlebenden der Fähre Princess of the Orient, die am 18. September 1998 durch den Taifun Vicky ausgelösten hohen Wellengang unterging. Dabei kamen 150 der 388 Passagiere ums Leben; 32 Passagiere konnten durch die Einheit von Trillanes gerettet werden. Ferner nahm er an zahlreichen Marineoperationen zur Unterstützung der Landstreitkräfte bei Einsätzen gegen Abu Sajaf und andere Untergrundbewegungen sowie 22 Marinemanövern mit Seestreitkräften anderer Staaten teil.
Nach Beendigung dieser Verwendungen absolvierte er ein postgraduales Studium der Verwaltungswissenschaften mit den Schwerpunkten öffentliche Politik und Programmmanagement an der Universität der Philippinen und beendete dieses Studium 2002 mit einem Master of Science (M.S. Public Administration) mit Auszeichnung wegen seines sehr guten Notendurchschnitts.
Für seine zahlreichen Verdienste wurde er mit insgesamt 23 Verdienstmedaillen und Orden geehrt und war zuletzt im Rang eines Lieutenant Senior Grade.

### Verurteilung wegen Meuterei und Wahl zum Senator
Landesweite Aufmerksamkeit und Bekanntheit erreichte Trillanes, als er zusammen mit Hauptmann Gerardo Gambala am 27. Juli 2003 eine Meuterei von 321 Soldaten anführte, die als sogenannte Oakwood Mutiny in die philippinische Zeitgeschichte einging. Aus Protest gegen die Korruption in der Regierung und den Streitkräften besetzte er mit Gambala und den anderen Soldaten das Oakwood Premier Ayala Center in Makati City. Nach der Niederschlagung der Meuterei dieser Magdalo genannten Gruppe wurde er festgenommen und inhaftiert.
Bei den Wahlen vom 14. Mai 2007 kandidierte Trillanes aus dem Gefängnis heraus als Bewerber der Genuine Opposition gegen Präsidentin Gloria Macapagal-Arroyo mit einem vergleichsweise geringen Wahlkampfbudget erfolgreich für ein Mandat im Senat. Er wurde wegen seines starken Einsatzes gegen Korruption mit mehr als elf Millionen Wählerstimmen gewählt, belegte den elften Platz der zwölf zu vergebenden Senatsmandate und war damit Senator.
Als es am 29. November 2007 zum Prozess gegen ihn und 25 weitere Angeklagte wegen der Oakwood-Meuterei kam, kam es zu einem erneuten Eklat: Trillanes, die Mitangeklagten sowie Brigadegeneral Danilo Lim, der bereits die vorherige Meuterei unterstützt hatte, verließen das Gerichtsgebäude, besetzten daraufhin The Peninsula Manila, ein Luxushotel an der Ayala Avenue in Makati City, und riefen zum Sturz von Präsidentin Macapagal-Arroyo auf. Nach einer sechsstündigen Besetzung des Hotels ergaben sich Trillanes, Lim und die anderen Aufständischen, um eine Gefährdung der Hotelgäste zu vermeiden.
Die Aufständischen wurden daraufhin unter höchsten Sicherheitsvorkehrungen in Camp Crame, dem Hauptquartier der Philippine National Police (PNP), interniert. Am 27. Juni 2008 lehnte der Oberste Gerichtshof der Philippinen einen Antrag von Trillanes ab, an den Sitzungen des Senats und seiner Ausschüsse teilzunehmen.
Am 20. Dezember 2010 gewährte ihm der neue Präsident Benigno Aquino III. vorläufig Amnestie bis zur endgültigen gerichtlichen Entscheidung in den gegen ihn angeklagten Strafverfahren.
Im 15. Kongress war Trillanes Vorsitzender der Senatsausschüsse für Amateursportwettbewerbe (Committee on Amateur Sports Competitiveness) sowie für den öffentlichen Dienst und Regierungsreform (Committee in Civil Service and Government Reorganization).
Am 13. Mai 2013 wurde er für eine weitere sechsjährige Amtszeit als Senator wiedergewählt. Am 30. Juni 2019 schied er aus dem Senat aus, da er nach zwei Amtszeiten nicht wiedergewählt werden konnte. Beim Versuch 2022 wieder in den Senat gewählt zu werden scheiterte Trillanes, der nur 15,44 % der Stimmen erhielt.